# Anton Eiser
Anton Eiser (* 11. Juni 1800 in Prag, Königreich Böhmen; † 6. November 1876 ebenda) war ein österreichischer Flötist und Komponist.

## Leben
Anton Eiser wurde im Jahre 1800 in Prag, der Hauptstadt des Königreichs Böhmen, geboren. Nachdem er hier auch aufwuchs, besuchte er, nachdem das Königreich zu einem österreichischen Kronland erhoben wurde, von 1813 bis 1819 das Prager Konservatorium, das nur wenige Jahre zuvor gegründet wurde. Hier wurde er unter anderem von Michael Janusch im Flötenspiel unterrichtet. Bereits kurz nach seinem dortigen Abschluss trat er bereits selbst als Flötenlehrer in Erscheinung, was diverse Aufzeichnungen aus dieser Zeit belegen. In weiterer Folge war er unter anderem bis ins Jahr 1832 erster Flötist am Grazer Theaterorchester, ehe er 1833 wieder in seine Heimatstadt zurückkehrte, wo er bis 1860 erster Flötist am Ständetheater. Ab 1843 hatte er am Ständetheater außerdem noch die Stelle eines Aufsehers sowie ab 1846 die Stelle eines Direktionsadjunkten inne. Noch 1858 wird er in diesen Funktionen am Conservatorium Prag erwähnt. Über das spätere Leben Eisers ist nichts mehr bekannt. Wohnhaft war er 1846 in der Prager Altstadt, Haus Nr. 234. Zu seinen Schülern zählten unter anderem Joseph Wenzeslaus Köhler, der Vater von Ernesto Köhler, und Vilém Blodek.